# 西卡莫爾弗拉特 (加利福尼亞州)
西卡莫爾弗拉特（英語：Sycamore Flat）是位於美國加利福尼亞州蒙特雷縣的一個非建制地區。該地的面積和人口皆未知。

## 地理
西卡莫爾弗拉特的座標為36°16′00″N 121°23′37″W / 36.26667°N 121.39361°W，而該地的平均海拔高度為188米（即617英尺）。